# 김영남 (1991년)
김영남(한국 한자: 金榮男, 1991년 3월 24일 ~ )은 대한민국의 축구 선수이며 포지션은 미드필더이다. 현재 충남 아산 FC에서 활약하고 있다.

## 클럽 경력
성남 FC의 유소년 클럽인 풍생중학교 축구부와 풍생고등학교 축구부를 거쳐 중앙대학교 축구부에 진학하였고, 2012 시즌을 앞두고 성남에 우선지명으로 입단하였다. 2013년에야 리그 데뷔전을 치렀지만 이후에도 많은 출전 기회를 잡지 못하였고, 2014 시즌이 종료된 후 K리그 챌린지의 부천 FC 1995로 이적하였다. 2015년 6월 27일 경남 FC와의 경기에서 데뷔골을 기록한 것을 포함하여 첫 시즌 리그 29경기에 출전, 4골 3도움을 기록하였다.
2017년 6월 아산 무궁화 FC에 입대했다.
2019시즌을 앞두고 아산에서 제대한 뒤 부천 FC 1995에 합류했다.
2021시즌을 앞두고 K3리그의 경주 한국수력원자력에 입단했다.
2022시즌을 앞두고 안산 그리너스 FC에 입단했다.

## 플레이스타일
미드필더답게 공수 양면에서 활약하고 있으며, 2015시즌부터 프리킥,코너킥도 소화하면서 좋은모습을 보여주고 있다.

## 그 외
2016년 11월 26일에 MBC 마이 리틀 텔레비전에서 지병주와 안진범과 함께 이천수의 명품 축구 레슨 편에 출연하였다.

## 수상

### 팀
성남 FC
- FA컵 우승: 2014

아산 무궁화 FC
- K리그2 우승: 2018